# Morocco Tennis Tour Marrakech 2008
Il Morocco Tennis Tour Marrakech 2008 è stato un torneo di tennis facente parte della categoria ATP Challenger Series nell'ambito dell'ATP Challenger Series 2008. Il torneo si è giocato a Marrakech in Marocco dal 12 al 18 maggio 2008 su campi in terra rossa e aveva un montepremi di €85 000+H.

## Vincitori

### Singolare
Gaël Monfils ha battuto in finale  Jérémy Chardy con il punteggio di 7–6(2) 7–6(6)

### Doppio
Frederico Gil /  Florin Mergea hanno battuto in finale  James Auckland /  Jamie Delgado con il punteggio di 6–2 6–3